# Partit Popular d'Astúries
El Partit Popular d'Astúries (oficialment: Partit Popular, PP o PP d'Astúries) és la delegació asturiana del Partit Popular i es va fundar el 1989 amb el naixement del partit, successor d'Aliança Popular.
El partit a arribar a governar al Principat després de la victòria electoral a 1995 amb Sergio Marquès. No obstant això i a causa de problemes interns, Marquès va abandonar el partit i va fundar l'escissió Unió Renovadora Asturiana (URAS), provocant que en les eleccions de 1999 tornés a govern el  PSOE- FSA. Una nova escissió, en 2011, va provocar el naixement de Fòrum Astúries amb Francisco Álvarez Cascos al capdavant. És el partit que més anys ha governat a Oviedo, capital d'Astúries.

## Resultats electorals

### Junta General
| Any  | Líder                 | Vots    | %      | Pos. | Escons  | +/– | Govern            |
| ---- | --------------------- | ------- | ------ | ---- | ------- | --- | ----------------- |
| 1991 | Isidro Fernández      | 161,703 | 30.40% | 2n   | 15 / 45 | Nou | Oposició          |
| 1995 | Sergio Marqués        | 272,495 | 42.00% | 1r   | 21 / 45 | 6   | Minoria (1995-98) |
| 1995 | Sergio Marqués        | 272,495 | 42.00% | 1r   | 21 / 45 | 6   | Oposició 1998-99) |
| 1999 | Ovidio Sánchez        | 200,164 | 32.31% | 2n   | 15 / 45 | 6   | Oposició          |
| 2003 | Ovidio Sánchez        | 242,396 | 39.18% | 2n   | 19 / 45 | 4   | Oposició          |
| 2007 | Ovidio Sánchez        | 248,907 | 41.50% | 2n   | 20 / 45 | 1   | Oposició          |
| 2011 | Isabel Pérez-Espinosa | 119,767 | 19.95% | 3r   | 10 / 45 | 10  | Oposició          |
| 2012 | Mercedes Fernández    | 108,091 | 21.53% | 3r   | 10 / 45 | =   | Oposició          |
| 2015 | Mercedes Fernández    | 117,319 | 21.59% | 2n   | 11 / 45 | 1   | Oposició          |
| 2019 | Teresa Mallada        | 93,147  | 17.52% | 2n   | 10 / 45 | 1   | Oposició          |
| 2023 | Diego Canga           | 170,331 | 32.66% | 2n   | 17 / 45 | 7   | Oposició          |

### Corts Generals
| Any       | Astúries         | Astúries         | Astúries | Astúries | Astúries | Astúries | Astúries |
| Any       | Congrés          | Congrés          | Congrés  | Congrés  | Congrés  | Senat    | Senat    |
| Any       | Vots             | %                | Pos.     | Diputats | +/–      | Senadors | +/–      |
| --------- | ---------------- | ---------------- | -------- | -------- | -------- | -------- | -------- |
| 1989      | 162,590          | 26.53%           | 2n       | 3 / 9    | Nou      | 1 / 4    | Nou      |
| 1993      | 258,355          | 37.37%           | 2n       | 4 / 9    | 1        | 1 / 4    | =        |
| 1996      | 297,079          | 41.03%           | 1r       | 4 / 9    | =        | 3 / 4    | 2        |
| 2000      | 302,626          | 46.33%           | 1r       | 5 / 9    | 1        | 3 / 4    | =        |
| 2004      | 307,977          | 43.77%           | 1r       | 4 / 8    | 1        | 3 / 4    | =        |
| 2008      | 289,305          | 41.58%           | 2n       | 4 / 8    | =        | 1 / 4    | 2        |
| 2011      | 223,906          | 35.40%           | 1r       | 3 / 8    | 1        | 3 / 4    | 2        |
| 2015      | Coalició PP-Foro | Coalició PP-Foro | 1r       | 3 / 8    | =        | 3 / 4    | =        |
| 2016      | Coalició PP-Foro | Coalició PP-Foro | 1r       | 3 / 8    | =        | 3 / 4    | =        |
| 2019 (I)  | Coalició PP-Foro | Coalició PP-Foro | 2n       | 1 / 7    | 2        | 1 / 4    | 2        |
| 2019 (II) | Coalició PP-Foro | Coalició PP-Foro | 2n       | 2 / 7    | 1        | 1 / 4    | =        |
| 2023      | 212,816          | 35.65            | 1r       | 3 / 7    | 1        | 3 / 4    | 2        |

### Parlament Europeu
| Any  | Astúries | Astúries | Astúries |
| Any  | Vots     | %        | Pos.     |
| ---- | -------- | -------- | -------- |
| 1989 | 107,443  | 22.55%   | 2n       |
| 1994 | 231,151  | 42.60%   | 1r       |
| 1999 | 243,576  | 39.43%   | 2n       |
| 2004 | 195,972  | 44.37%   | 2n       |
| 2009 | 180,936  | 42.00%   | 2n       |
| 2014 | 91,909   | 24.21%   | 2n       |
| 2019 | 99,005   | 19.04%   | 2n       |
| 2024 | 157,611  | 36.87%   | 1r       |